# Paysage au canon
Le Paysage au canon est une eau-forte sur fer de l'artiste de la Renaissance allemande Albrecht Dürer, datée de 1518.

## Technique
Le Paysage au canon est la dernière des six eaux-fortes que Dürer grave entre 1515 et 1518. Véritable expérimentateur de l'estampe, il ne confronte à cette technique nouvelle, mise au point par Daniel Hopfer à Augsbourg peu avant 1500, avec laquelle la plaque de métal n'est plus entaillée par le burin manié par le graveur, mais par un bain d'acide.

## Iconographie
La signification de la scène représentée au premier plan peine à être identifiée. Un groupe de militaires et de dignitaires étrangers observe un canon qui porte les armes de la cité impériale de Nuremberg. Il peut s'agir de Hongrois, dont la représentation viendrait rappeler les liens entre Maximilien Ier empereur du Saint-Empire et Louis II Jagellon, dans un contexte historique particulier où l'empereur ne cesse d'appeler à une nouvelle croisade dirigée contre les Turcs qui menacent les marches du Saint-Empire romain germanique.

## Analyse

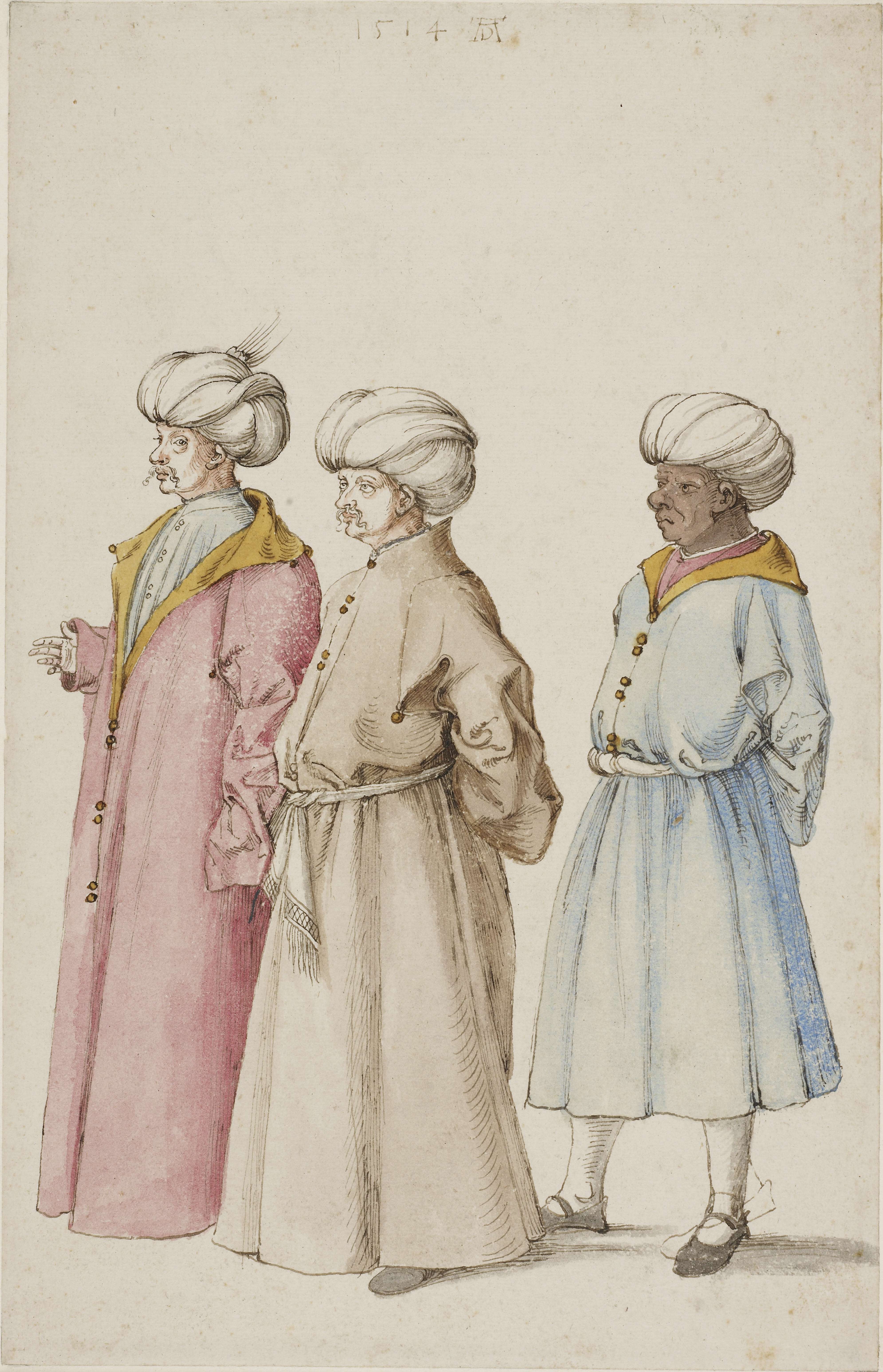
Trois Turcs, British Museum.

Pour composer cette scène, Dürer emprunte à plusieurs artistes. Le format horizontal ainsi que la disposition du canon au premier plan évoquent Judith et Holopherme d'Israhel van Meckenem. Le personnage qui se détache du groupe est une citation issue de la Procession sur la place Saint-Marc de Gentile Bellini. Ce tableau fut achevé en 1496 et Dürer eut probablement accès à son carton lors de son premier voyage à Venise, comme le montre le dessin à l'aquarelle de trois Orientaux conservé au British Museum.
Dürer livre avec cette eau-forte une œuvre résolument novatrice. La scène narrative du premier plan parait secondaire au regard du large paysage qui se déploie derrière elle. Il donne à voir une vallée où un chemin sinueux mène à un village composé de maisons aux toits de chaume typique de la Franconie, qui a pu être identifié comme le village d'Eschenau, dans les environs de Nuremberg. Au loin, les montagnes ferment l'horizon, sous un ciel couvert. D'un point de vue stylistique, cette eau-forte est l'une des plus complexes de Dürer, où il semble renoncer à l'aspect dessiné des tailles que permet pourtant la technique. Le geste effectué par l'aquafortiste, qui, à l'aide de sa pointe, dénude par endroits la plaque recouverte d'un vernis protecteur avant de la plonger dans l'acide, s'apparente en effet grandement à celui du dessinateur faisant courir sa plume ou son crayon sur une feuille de papier. Pourtant, Dürer choisit ici de travailler l'eau-forte à la façon d'un burin, en privilégiant les effets de tonalité et en alternant les pans sombres et les pans plus clairs. Cette alternance lui permet de creuser la profondeur et d'étager les différents plans de la composition. Il transpose pour la première fois en gravure son intérêt pour l'art du paysage et ouvre la voie à la longue tradition du paysage à l'eau-forte.

## Postérité
Les neuf paysages qu'Albrecht Altdorfer grave à l'eau forte autour de 1520, qui lui valent d'être souvent qualifié de « pionnier de la représentation du paysage dans l'art européen », doivent beaucoup aux aquarelles de Dürer, mais plus encore à cette eau-forte.